# پزینوک
پزینک (به مجاری: Bazin) یک شهرک در اسلواکی با جمعیت ۲۳٬۰۴۴ نفر است که در Pezinok District واقع شده‌است.

## نگارخانه

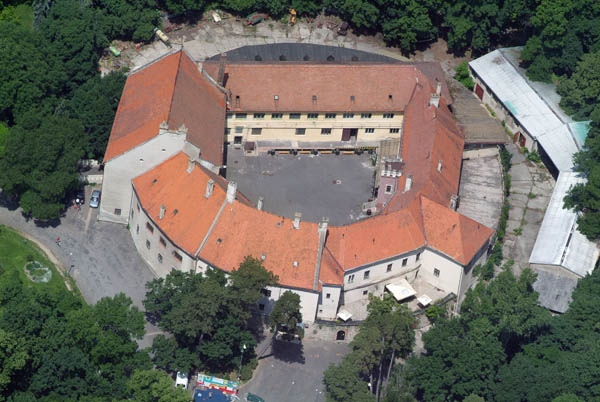
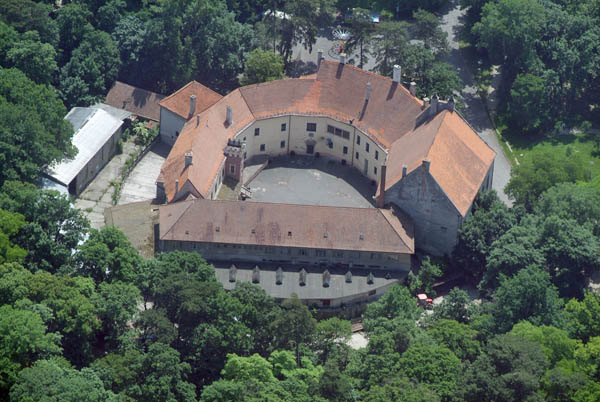